# Jordin Sparks

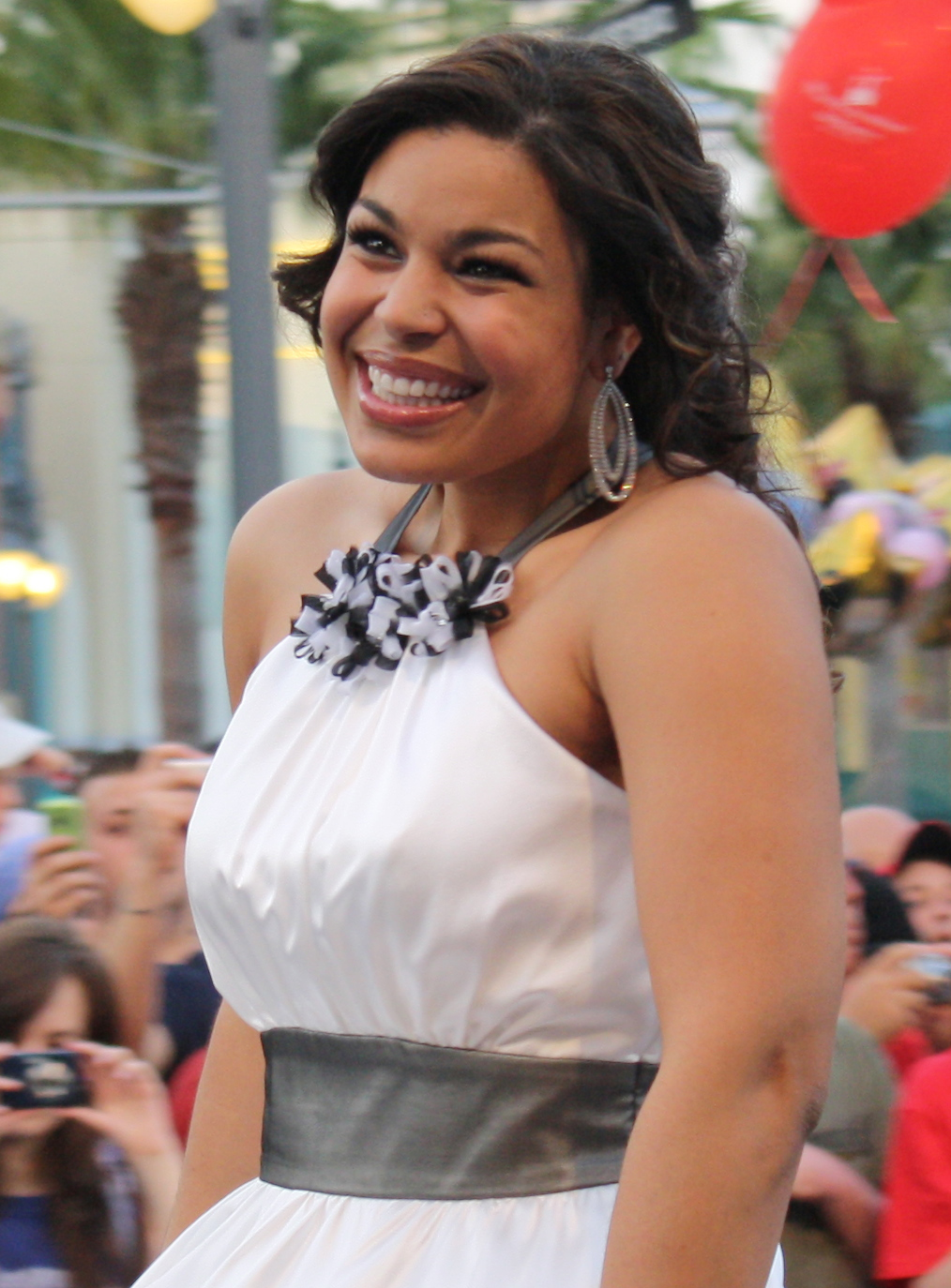
Jordin Sparks 2009

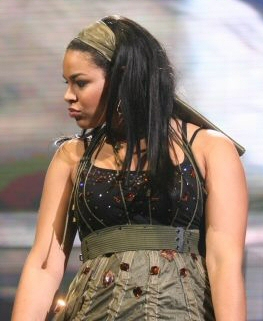
Jordin Sparks

Jordin Brianna Sparks, född 22 december 1989 i Miami, Florida är en amerikansk sångerska, låtskrivare och skådespelerska. Hon vann den sjätte säsongen av sångtävlingsprogrammet American Idol den 23 maj 2007. Då blott 17 år är hon den yngsta att vinna tävlingen.
Jordin Sparks släppte sin första singel från sin debutplatta i november 2007, Tattoo. Hon har även spelat in en singel tillsammans med Chris Brown, som heter No Air. 
Hon var också med i Det ljuva havslivet där hon var sig själv och hon var med i Big time rush där hon var sig själv

## Diskografi

### Studioalbum
- 2007 - Jordin Sparks
- 2009 - Battlefield

### Singlar
- 2007 - No Air (Feat. Chris Brown)
- 2007 - Tattoo
- 2009 - One Step At A Time
- 2009 - Battlefield
- 2009 - S.O.S (Let The Music Play)
- 2009 - Art Of Love (Guy Sebastian feat. Jordin Sparks)
- 2011 - I Am Woman

### Som gästartist
- 2009 - Road To Paradise (från filmen Tingeling)
- 2010 - Beauty And The Beast (från filmen Skönheten och odjuret)
- 2010 - Count On You (Big Time Rush feat. Jordin Sparks)
- 2013 - Vertigo (Jason Derülo feat. Jordin Sparks)

## Filmer
- Sparkle
- The Inevitable Defeat of Mister & Pete
- Dear Secret Santa
- Left Behind
- The Grace of Jake
- Show Dogs
- God Bless the Broken Road

### TV serier
- American Idol
- The Suite Life on Deck
- Big time rush
- When I Was 17
- BrainSurge
- Team Umizoomi
- Majors & Minors
- The Untold Story: Jason Derulo
- CSI: Crime Scene Investigation
- American Music Awards
- Fashion Police
- E! News
- Fashion Police
- Evolution of...Jordin Sparks
- RuPaul's Drag Race
- Zoe Ever After
- Sugar & Sparks
- Time After Time
- The Real O'Neals
- Miss America 2018
- Hell's Kitchen
- Jordin Sparks: A Baby Story
- The Masked Dancer